# The Rods
The Rods (Арматура) — американская рок-группа, создана троюродным братом Ронни Джеймса Дио — Дэйвидом Файнштейном.

## История
Группа создана в 1980 Дэвидом Файнштейном (гитара), Карлом Кенеди (ударные) и Стивеном Стермером (бас-гитара). В том же году группа записала и сама издала дебютный альбом Rock Hard тиражом 1000 копий, после заключила контракт с лейблом Arista Records и в 1981 издан альбом The Rods (для этой версии, по требованию лэйбла, пришлось выбросить 4 композиции из оригинальной версии альбома, а вместо них записать 2 новые кавер версии - уже с новым бас-гитаристом Гарри Борданаро). Альбом не был успешен в США, но получил хорошие отзывы прессы в Британии. Благодаря этому группа отправилась в Британию, выступая на разогреве у группы Iron Maiden в их туре в поддержку альбома The Number of the Beast. Здесь она записала альбом Wild Dogs, он тоже не был успешен в США и Arista Records расторгнул контракт с группой.
После возвращения в США, группа заключила контракт с Shrapnel Records и в 1983 издан альбом In the Raw. В том же году издан концертник The Rods — Live лейблом Combat, а в 1984 альбом Let Them Eat Metal.
В 1986 сменив лейбл на Passport Records группа издала альбом Heavier Than Thou, записанный с Шмуликом Авигейлом (вокал), а Гари Борданаро (бас-гитара) сменил Крэйг Грубер. После выхода альбома группа прекратила существование.
В 2008 Файнштейн, Кенеди и Борданаро возродили группу для выступления на фестивале Metal Rock Fest в Норвегии, после сообщили, что работают над новым альбомом, названным Vengeance, изданным в 2011. Следующие альбомы того же состава группы — Brotherhood of Metal и Rattle the Cage — вышли, соответственно, в 2019  и 2024 годах.

## Состав
- Дэйвид Файнштейн — гитара, вокал.
- Гари Борданаро — бас-гитара.
- Карл Кенеди — ударные.

### Бывшие участники
- Стивен Стермер — бас-гитара (1980)
- Эмма Зеил — клавишные (1986—1987)
- Крэйг Грубер — бас-гитара (1986—1987)
- Шмулик Авигейл — вокал (1986—1987)

## Дискография
- Rock Hard 1980
- Full Throttle (EP) 1981
- Nothing Going On in the City (сингл) 1981
- The Rods 1981
- Too Hot To Stop (EP) 1982
- Power Lover (сингл) 1982
- Too hot to stop (сингл) 1982
- You Keep Me Hanging On (сингл) 1982
- Wild Dogs 1982
- In The Raw 1983
- Live (концертный альбом) 1984
- Let Them Eat Metal 1984
- Heavier Than Thou 1986
- Hollywood 1986
- Vengeance 2011
- Brotherhood of Metal 2019
- Rattle the Cage 2024